# طول کشیدن اسطوره
«طول کشیدن اسطوره» آلبومی از گروه موسیقی dance-punk !!! است. این آلبوم در ۵ مارس ۲۰۰۷ میلادی منتشر شده است.